# Prîvilne, Solone
Prîvilne (în ucraineană Привільне) este localitatea de reședință a comunei Prîvilne din raionul Solone, regiunea Dnipropetrovsk, Ucraina.

## Demografie
Componența lingvistică a localității Prîvilne
     Ucraineană (96,64%)
     Rusă (2,12%)
     Alte limbi (0,8%)
Conform recensământului din 2001, majoritatea populației localității Prîvilne era vorbitoare de ucraineană (96,64%), existând în minoritate și vorbitori de rusă (2,12%).